# Церква святого Онуфрія (Горигляди)
Церква святого Онуфрія в Гориглядах — парафія і храм греко-католицької громади Коропецького деканату Бучацької єпархії Української греко-католицької церкви в селі Горигляди Чортківського району Тернопільської области.

## Історія церкви
Перша згадка про греко-католицьку парафію в селі Горигляди датується 1753 роком. Дерев'яний храм із дубових колод, покритий ґонтом, збудували майстри з Гуцульщини у 1820 році.
До 1946 року парафія належала до УГКЦ, після чого храм закрила державна влада. У 1991 році громада і церква повернулися в лоно УГКЦ.
У 2010 році було проведено реставрацію іконостасу, престолу та образів у дерев'яній церкві. У жовтні 2024 року завершилося будівництво нового храму, який освятив Апостольський адміністратор Бучацької єпархії Димитрій Григорак.
При парафії діють:
- Братство «Апостольство молитви».
- Братство Тверезості.
- Спільнота «Матері в молитві».
- Вівтарна та Марійська дружини.

На території парафії є фігури Матері Божої та хрести парафіяльного значення. У власності парафії також є проборство.

## Парохи
- о. Василь Палятинський (1844—1845),
- о. Микола Маринович (1846—1854),
- о. Юліан Войнароський (1882—1897),
- о. Лев Воробович (1909—1920),
- о. Андрей Скобельський (1922—1925),
- о. Микола Лютий (1926—1934),
- о. Петро Голейко (1942—1944),
- о. Ігор Грушак (1996—2003),
- о. Руслан Ковальчук (2003—2006),
- о. Антон Федоляк (від 2006).